# Alberga skola
Alberga skola (en period kallad Boställsskolan) är en svenskspråkig skola med årskurserna 1-6, i Alberga i Esbo i Finland. Skolan ligger i lärcentret Monikko tillsammans med två finskspråkiga skolor, Leppävaaran yhtenäiskoulu och Kilonkoulu. I byggnaden fungerar även de svenskspråkiga Alberga daghem och förskola jämte det finskspråkiga Monikon päiväkoti. Skolan erbjöd undervisning för 90 elever under läsåret 2021-2022.
Skolan bytte namn i augusti 2021 från Boställskolan till Alberga skola, i samband med att skolan flyttade till den nya byggnaden Monikko, invid Alberga idrottspark. Byggnaden inrymmer totalt 1 300 barn, från tre olika skolor och två daghem.
Skolan grundades år 1881 och är därmed Esbos näst äldsta skola. Den före detta skolbyggnaden som rivs var byggd på 1960-talet.Tomten som befrias när skolbyggnaden rivs kommer enligt Esbo stads planer, att användas för höghusboende för runt 500 invånare.